# Alwyn Williams
Sir Alwyn Williams (* 8. Juni 1921 in Aberdare, Wales; † 4. April 2004) war ein britischer Geologe und Paläontologe.
Williams studierte am University College of Wales in Aberystwyth, wo er 1939 seinen Abschluss in Geologie machte und promoviert wurde mit einer Arbeit über das Ordovizium von Wales und dort vorkommende Brachiopoden. Nach zwei Jahren mit einem Harkness-Stipendium an der Smithsonian Institution in Washington, D.C. bei dem Brachiopodenexperten G. Arthur Cooper wurde er 1950 Lecturer an der University of Glasgow und ab 1954 an der Queen’s University Belfast, wo er auch Dekan war und 1967 Pro-Vice-Principal. 1974 wurde er als Nachfolger von Fred Shotton Lapworth-Professor für Geologie an der University of Birmingham und Vorstand der geologischen Fakultät. 1976 ging er wieder nach Glasgow, wo er Prinzipal der Universität wurde, was er bis 1988 blieb. In dieser Zeit modernisierte er die Universität grundlegend und führte unter anderem eine Abteilung für Informatik ein.  Nach seiner Zeit als Prinzipal wechselte er in die neu gegründete Paläobiologie-Abteilung der Universität und erforschte insbesondere Hinweise auf Weichteile in den Fossilien von Brachiopoden.
Er war ein Experte für Brachiopoden, die er mit seinerzeit neuen Techniken wie Elektronenmikroskopie untersuchte. Nachdem er damit auf dem Internationalen Brachiopodenkongress 1990 beauftragt worden war koordinierte er die Neuausgabe der den Brachiopoden gewidmeten Bände des Treatise on Invertebrate Paleontology, deren erster Band 1997 erschien. 2000 wurde er auf dem Internationalen Brachiopoden Kongress in London für seine 50-jährigen Studien auf diesem Gebiet geehrt.
Er wurde Fellow der Royal Society und der Royal Society of Edinburgh, deren Präsident er 1985 bis 1988 war. Er war auswärtiges Mitglied der Polnischen Akademie der Wissenschaften. 2007 wurde ein nach ihm benanntes Gebäude der Universität Glasgow eröffnet, das die besonders von Williams in seiner Zeit als Prinzipal geförderte Informatik Abteilung erweitert. Er war an Kunst interessiert und 1979 bis 1981 war er Chairman des Committee on National Museums and Galleries in Scotland. Ein in diesem Komitee angefertigter Bericht führte zur Gründung des National Museum of Scotland in Edinburgh. 
Er war seit 1949 mit Joan Bevan verheiratet, mit der er einen Sohn und eine Tochter hatte. 1961 erhielt er die Bigsby Medal und 1973 die Murchison-Medaille der Geological Society of London. 1983 wurde er als Knight Bachelor geadelt. 2002 erhielt er die Lapworth Medal der Palaeontological Association, deren Ehrenmitglied er war.